# Покидая Неверленд 2: Пережить Майкла Джексона
Покида́я Неверле́нд 2: Пережи́ть Ма́йкла Дже́ксона (англ. Leaving Neverland 2: Surviving Michael Jackson) — британский телевизионный документальный фильм 2025 года, срежиссированный и спродюсированный Дэном Ридом. Продолжение картины 2019 года «Покидая Неверленд» о предполагаемом сексуальном насилии над детьми со стороны американского автора-исполнителя Майкла Джексона.

## Содержание
Документальный фильм является продолжением киноленты «Покидая Неверленд» (2019), посвящённой двум мужчинам, Уэйду Робсону и Джеймсу Сейфчаку, которые утверждают, что, будучи детьми, подвергались сексуальному насилию со стороны певца Майкла Джексона. В «Покидая Неверленд 2» рассказывается об их попытках подать в суд на основанные музыкантом компании MJJ Production и MJJ Ventures, чтобы получить от них компенсацию.
В отличие от первой части, в производстве и дистрибьюции фильма не участвовал телеканал HBO. В ходе разбирательства, которое последовало за картиной 2019 года, суд постановил, что компания нарушила пункт контракта 1992 года, в рамках которого она получила права на показ одного из концертов Dangerous World Tour, обязавшись не выпускать порочащие Майкла Джексона материалы. В октябре 2024 года дело было прекращено, и стриминговый сервис HBO Max удалил фильм без возможности возвращения на платформу.

## Выпуск
Премьера фильма «Покидая Неверленд 2: Пережить Майкла Джексона» состоялась на британском телеканале Channel 4 18 марта 2025 года. Little Dot Studios приобрела права на показ в США и Канаде. Также картина вышла на YouTube-канале Real Stories.

## Приём
Джек Сил в статье для The Guardian присвоил «Покидая Неверленд 2» оценку в три звезды из пяти, написав, что затрагиваемые темы уже были рассмотрены в оригинальном фильме, и что полноту работы ограничивает отсутствие комментариев со стороны Фонда наследия Майлка Джексона, который отказался участвовать. Сил пришёл к выводу, что режиссёру Дэну Риду следовало дождаться окончания судебного разбирательства, прежде чем снимать фильм. Фил Харрисон из The Independent также дал фильму три звезды из пяти. Он подчеркнул, что картина служит обновлением к предыдущей картине, которое «если чего-то и добьется, так это того, что послужит напоминанием о мрачной силе и непреходящем влиянии оригинального фильма Рида». Журналист The Irish News Билли Фоули аналогичным образом отметил, что фильм больше напоминает обновление, чем самостоятельный проект, и предположил, что следовало дождаться окончания судебного разбирательства, запланированного на 2026 год, для более полного освещения темы. Критик Financial Times Дэн Эйнав указал на отсутствие взвешенного подхода к изложению обвинений и свидетельств в защиту Джексона.